# اللغة الدهلكية
الدهلكية لغة شعوب دهلك. وهي لغة أفريقية آسيوية توجد في إريتريا فقط.